# Llanos (Penagos)
Llanos es una localidad española del municipio de Penagos, perteneciente a la comunidad autónoma de Cantabria.

## Geografía
La localidad se encuentra situada a 152 m s. n. m. y a 2 kilómetros de distancia de la capital municipal, Penagos.

## Demografía
En 2023, la entidad singular de población de Llanos tenía empadronados 180 habitantes, 109 en el núcleo de población de ese nombre y 71 en diseminado.